# 7Б
«7Б» — российская рок-группа.

## История
История группы началась в посёлке Таловая Воронежской области. Именно там в декабре 1997 года перед новогодними праздниками Иван Демьян написал свою первую песню и собрал свою первую группу под названием «Религия», которая становилась лауреатом двух[каких?] местных рок-фестивалей. В её состав, помимо Ивана Демьяна, входил будущий бас-гитарист «7Б» Андрей Просветов.

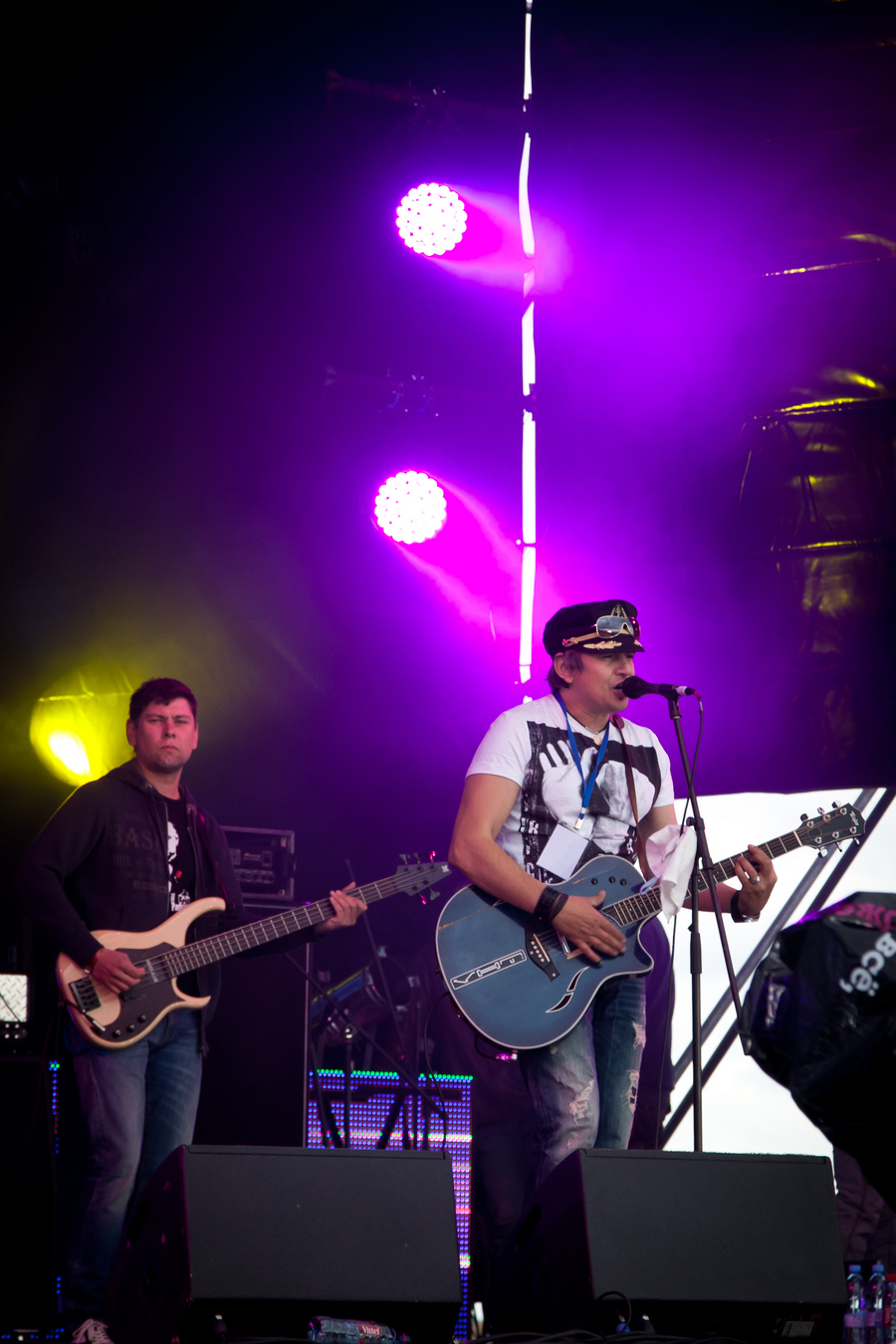
Выступление на «рок-фестивале „Остров“» (Архангельск)

Официальным днём рождения «7Б» принято считать 8 марта 2001 года. Это дата начала работы над дебютным альбомом «Молодые ветра».
Первый же, дебютный, альбом группы, вышедший 10 октября 2001 года, в 2001 году попав в ротацию на «Наше Радио», уже через неделю пробился в верхние строчки чартов. И «Молодые ветра» навсегда стали визитной карточкой группы. В 2004 году песня «VIVA!» стала главной песней сборной России по футболу в Португалии, а в 2005-м — официальным гимном Всемирных олимпийских игр неофициальных экстремальных видов спорта в Дуйсбурге.
По словам лидера группы Ивана Демьяна, «7Б» — это медицинский код, который обозначает одну из степеней шизофрении (на самом деле, психопатию или, по современной классификации, расстройство личности). С этим диагнозом Демьян состоял на учёте в психиатрическом отделении больницы.
17 июля 2010 года солист группы Иван Демьян пытался выбраться из окна квартиры по простыням и упал, получив перелом позвоночника. Это уже его второй перелом позвоночника. Первый случился после неудачного прыжка с парашютом.[значимость факта?]
Группа «7Б» с 2001 года выступала на всех рок-фестивалях «Нашествие» кроме 2009 года.
Неоднократные участники фестивалей «Максидром», «Мегахаус», «Эммаус», «Воздух» и многих других[каких?].
В конце 2011 года группа «7Б» совместно с немецкой рок-группой Scorpions записала кавер-версию — Wind of Change. Совместная работа была представлена на телеканале «Россия-1» в передаче «Прямой эфир с Михаилом Зеленским», вышедшей в канун Нового года.
В 2012 и 2017 годах группа выступала в качестве гостя программы на рок-фестивале «КИНО сначала», посвящённом соответственно 50-летию и 55-летию Виктора Цоя.

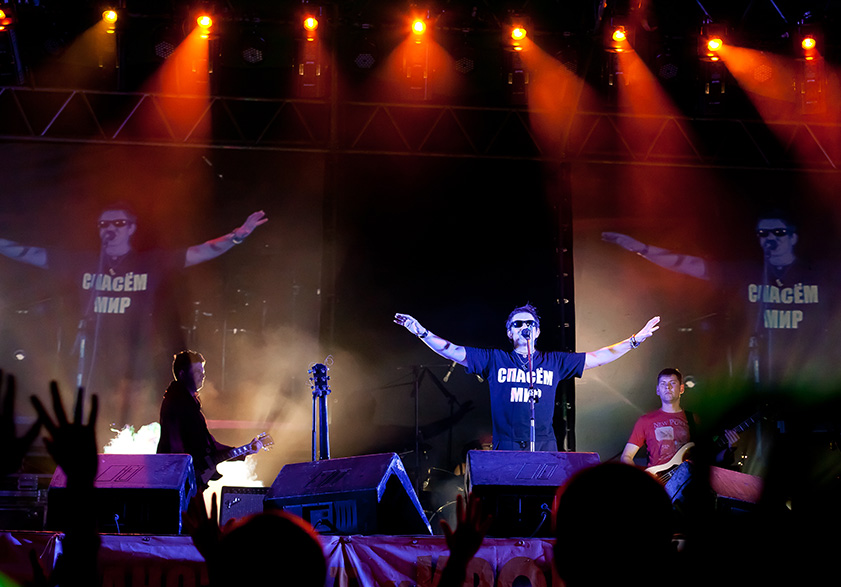
«7Б» на втором фестивале «КИНО сначала», 2012 г.

В июне 2013 года музыканты приняли участие во втором рок-фестивале «Остров» в Архангельске.
В 2016 году группа отмечает своё 15-летие туром «7Б — 15 ветреных лет». По этому случаю выходят документальный фильм «7Б — 15 ветреных лет» и одноимённая автобиографическая книга. Биография группы была написана в соавторстве с писательницей Марией Сорокой и вошла в серию «Захар Прилепин рекомендует».
В конце 2017 года Иван Демьян отмечает 20-летие своей творческой деятельности. Именно 20 лет назад им была написана первая песня «Душа моя». Композиция долго лежала в запасниках и в 2017 году вошла в альбом группы «Солнцу решать». В этом же году состоялся совместный тур по городам Дальнего Востока с хабаровской музыкальной группой «Моё дело».В 2001 году в первом клипе группы «Молодые ветра» снялась тогда ещё никому не известная певица Глюкоза.
В связи с ограничениями из-за неблагоприятной эпидемиологической обстановки (COVID-19) в 2020 году для группы настали сложные времена, но после снятия ограничений группа возобновила свою работу и в настоящее время активно даёт концерты по всей России и СНГ.
25 марта 2022 года в «Чартовой дюжине» «Нашего радио» стартовал ещё один сингл с будущего альбома — песня «По дорогам ветра».
Весной 2022 года группа участвовала в «музыкально-патриотическом марафоне» «Za Россию» в поддержку вторжения России на Украину. Позднее Латвия запретила лидеру группы Ивану Демьяну въезд в страну из-за поддержки вторжения и оправдывания российской агрессии. В ноябре 2022 года группа  выступила в 1602-м военном клиническом госпитале Ростова-на-Дону для находящихся на лечении военнослужащих российской армии, участников нападения на Украину.

## Состав

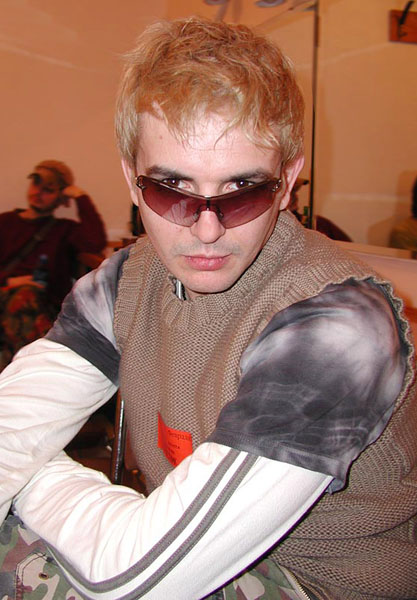
Иван Демьян

- Иван Демьян — вокал, акустическая гитара, автор музыки и слов
- Влад Демьян — второй вокал, акустическая гитара, автор музыки и слов
- Андрей Белов — гитара, акустическая гитара, вокал
- Станислав Цыбульский — клавишные, портативная студия, вокал
- Андрей Просветов — бас-гитара
- Андрей «Каталыч» Каталкин — ударные, перкуссия, вокал
- Игорь Чернышев — директор, тур-менеджер

## Дискография

### Альбомы
- 2001 — «Молодые ветра»
- 2004 — «Инопланетен»
- 2005 — «Отражатель»
- 2007 — «Моя любовь»
- 2008 — «7 лет. Юбилейный»
- 2010 — «Олимпия»
- 2014 — «Бессмертный»
- 2017 — «Солнцу решать»
- 2019 — «Атмосфера»
- 2022 — «Я пришёл, чтобы петь»

### Компиляции и переиздания
- 2002 — «Молодые ветра» (Переиздание)
- 2005 — «Инопланетен» (Переиздание)
- 2006 — «The Best»
- 2011 — «Олимпия» (Переиздание)
- 2012 — «Новая коллекция. Лучшие песни»
- 2015 — «Mp3play. Музыкальная коллекция»
- 2020 — «Я умираю, но не сдаюсь!»

### Синглы
- 2013 — «Чёрный друг» (Первый интернет макси-сингл 13.13.13)
- 2013 — «Фанат» (Второй интернет макси-сингл 13.13.13)
- 2013 — «Любовь не убьёшь» (Третий интернет макси-сингл 13.13.13)
- 2013 — «Мой генерал»
- 2016 — «41-й фашист» (Интернет макси-сингл)
- 2018 — «13 Декабрь»
- 2018 — «Воин-призрак»
- 2018 — «Ночное лето»
- 2018 — «Рок жив!» (Интернет макси-сингл)
- 2019 — «Душа бойца»
- 2019 — «Художник отмечал…»
- 2020 — «Медбоги»
- 2020 — «Майская звезда»
- 2020 — «Спасибо, Космос!»
- 2021 — «Город слепых»
- 2022 — «По дорогам ветра»
- 2023 — «Слышь, США»
- 2024 — «Тост!»
- 2024 — «Огни»
- 2024 — «По дорогам ветра» (ALEX LARON Remix)
- 2024 — «Четвёртое измерение» (Remixes)
- 2024 — «Аллея Ангелов»

## Видеография
- «Молодые ветра» (2001)
- «Осень» (2001)
- «Я — любовь» (2002)
- «Инопланетен» (2004)
- «Зима» (2004)
- «VIVA!» (2005)
- «Уличный боец» (2006)
- «Субмарина» (2007)
- «Амфибия» (2008)
- «Птица» (2009)
- «Птица RMX» (2009)
- «Ямщик, не гони лошадей» (2010)
- «Мыши» (2011)
- «Виктор Цой» (2011)
- «Летим с войны» (2011)
- «Помоги мне (vs. Оксана Почепа)» (2011)
- «Парад планет» (2012)
- «Ночь на экране» (2012)
- «Ночь на экране RMX» (2012)
- «Чудо моё» (2013)
- «Ток (Конец фильма vs. Иван Демьян & Марина Черкунова & Алексей Юзленко)» (2014)
- «Любовь там (Даша Суворова version)» (2014)
- «Бессмертие (Трилогия Помни. Верь. Живи. Часть 3.)» (2015)
- «41-й фашист (Трилогия Помни. Верь. Живи. Часть 2.)» (2015)
- «Не герой (Трилогия Помни. Верь. Живи. Часть 1.)» (2015)
- «Фанат» (2016)
- «Карты Памяти (МаRуся vs. Иван Демьян)» (2016)
- «Дорога жизни (Топоры vs. У-Лица & Иван Демьян)» (2017)
- «Без тебя» (2017)
- «Дети Вавилона» (2017)
- «Я живой» (2017)
- «Город (У-Лица vs. Иван Демьян)» (2017)
- «Превью» (2017)
- «Эстелада (GARIWOODMAN feat. Иван Демьян)» (2018)
- «Появись» (2018)
- «Знаю! Будет!» (2018)
- «Кино» (2019)
- «Медный всадник» (2019)
- «Кино» (Alternative Edition) (2019)
- «Художник отмечал» (2020)
- «Мама» (Live) (2020)
- «Майская звезда» (2021)
- «Город слепых» (2021)

## Фильмография
- «Займёмся любовью» (2002) — саундтрек
- «Спартак и Калашников» (2002) — саундтрек
- «Демон полдня» (2003) — саундтрек
- «Четыре таксиста и собака 2» (2006) — саундтрек, камео
- «Тень бойца» (2009) — саундтрек, главная роль (Иван Демьян)
- «Время счастья 2» (2011) — саундтрек, камео (Иван Демьян)
- «Нераскрытые дела / Без срока давности» (2012) — саундтрек
- «Жизненные обстоятельства» (2015) — саундтрек
- «7Б. 15 ветреных лет» (2016) — документальный фильм о группе
- «Бесстыдники» (2017) — саундтрек
- «Иван Демьян. Один день из жизни» (2017) — документальный фильм об Иване Демьяне
- «Горячая точка» (2019) — саундтрек
- «Ополченочка» (2019) — саундтрек
- «Молодое вино» (2020) — саундтрек
- «Сержант» (2021) — саундтрек

## Саундтреки к играм
- «Полный привод: УАЗ 4×4» (2006)

## Телевидение
- Рекламный ролик пива «Балтика» (2012)
- Рекламный ролик телеканала «Перец» (2015)
- Рекламный ролик McDonald’s (2015)